# 东埔街道
东埔街道是中国广东省河源市源城区下辖的一个街道。辖区总面积34平方公里，下辖7个社区，3个村，总人口约7万人。
东埔街道基础设施较为完善，第三产业发达，是新城区的经济重心。其中商业贸易和房地产开发两大产业突出，是购物中心、专业市场和中高级住宅区的集中地。

## 行政区划
下辖7个社区居委会，3个行政村：
建设大道社区、长安街社区、红星路社区、文明路社区、兴源路社区、东升路社区、丰源社区、广场社区、永和社区、永福社区、高塘村、太阳升村和东埔村。

## 交通
- 京九铁路：河源站